# Nemțișor, Neamț
Nemțișor este un sat în comuna Vânători-Neamț din județul Neamț, Moldova, România.
Este situat la 10 km de orașul Târgu Neamț pe traseul spre Mănăstirea Neamț, pe malul râului Nemțișor, afluent al râului Neamț. Prima atestare a localității datează din anul 1640.
În apropierea acestei localități se află două obiective turistice: Mănăstirea Neamț și Rezervația Naturală „Dragoș Vodă”, cea din urmă fiind unul din cele două locuri din țară în care se mai găsesc zimbri.